# フーベルト・マウラー
フーベルト・マウラー（Hubert Maurer、1738年6月10日 - 1818年12月10日）はドイツの画家である。ウィーン美術アカデミー（当時の名称はKaiserlichen Akademie der Bildenden Künste）で、長く教えた。

## 略歴
現在はボンの一部になっている、レットゲン(Röttgen)に生まれた。はじめバイエルンの宮廷画家、ヴィンター(Johann Georg Winter :1707-1770)に学んだ。1764年にウィーン美術アカデミーに入学した。指導を受けたの妄想・幻覚に悩まされていたことで知られる彫刻家のメッサーシュミット(Franz Xaver Messerschmidt:1736-1783)である。
1772年から1776年までローマに滞在した。これは「Deutschrömer」（ドイツローマ人）と呼ばれることになるローマで修行したドイツ人芸術家の最初のグループの一人であった。この時、「新古典主義」の先駆者とされるアントン・ラファエル・メングス(1728-1779)と知り合い影響を受けた。
1785年から美術アカデミーの教授となり、その後32年間にわたって基礎クラスで指導することになった。当時のウィーン美術アカデミーはヨーロッパで最大の美術学校であり、高い評価を得ていた。
マウラーは学生の教育のためにイタリア美術を研究し、教材としての美術品を収集した。

## 作品

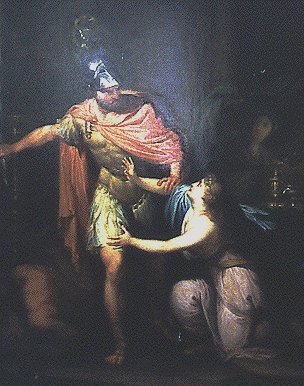
「オデュッセウスとキルケー」(c.1785)
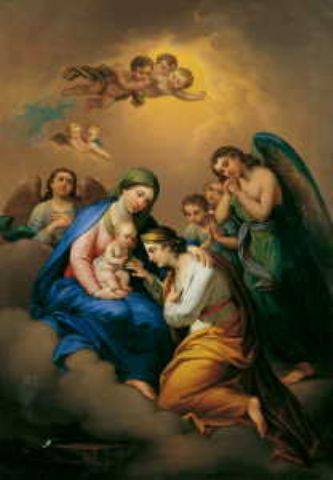
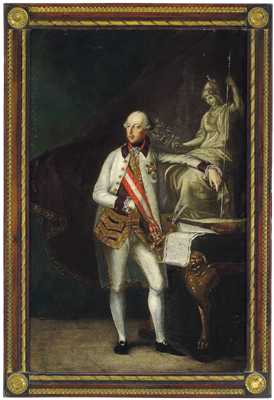
ヨーゼフ2世
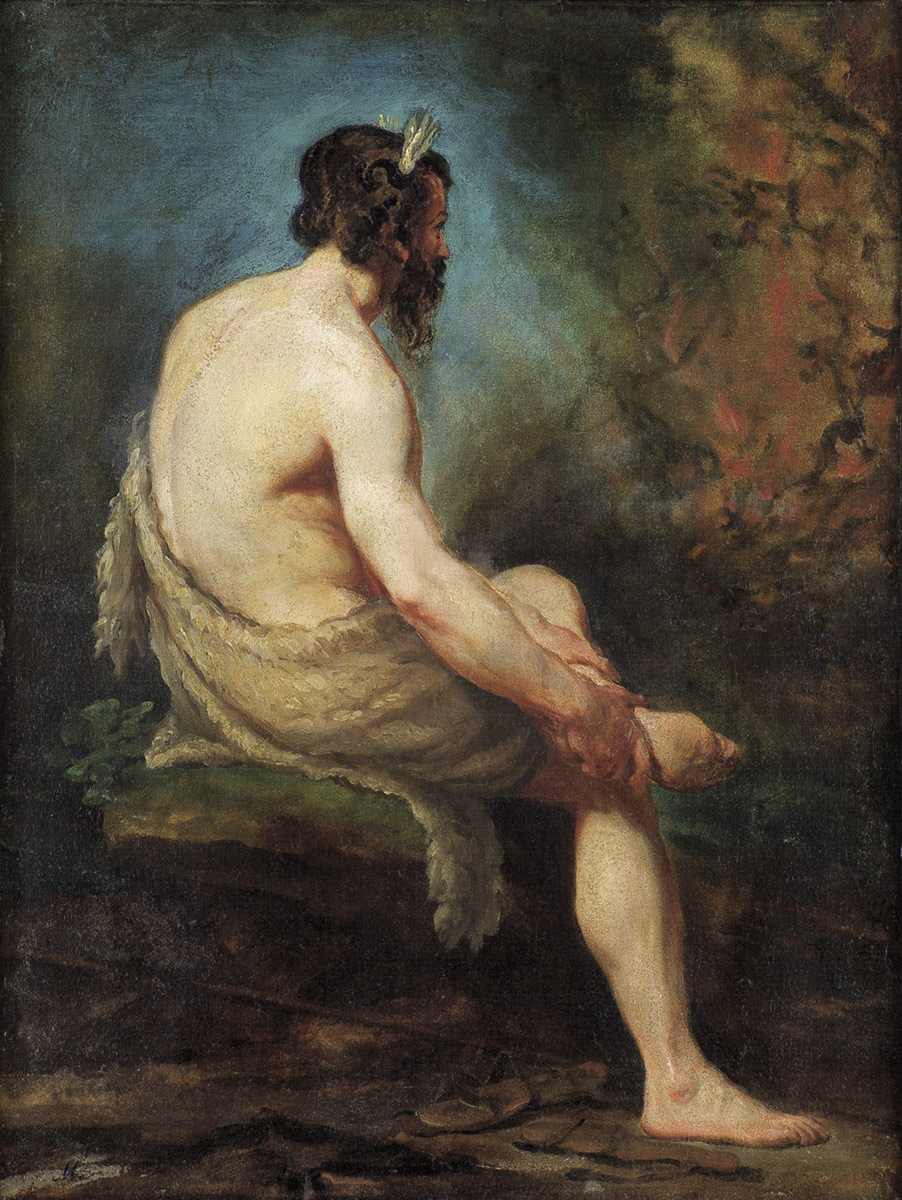
「燃える茂みの前のモーゼ」

## マウラーの教えた学生
- Johann Evangelist Scheffer von Leonhardshoff
- モリッツ・ミヒャエル・ダフィンガー
- フェルディナント・ゲオルク・ヴァルトミュラー
- Anton Spreng
- Laurenz Herr
- Georg Tömiger
- カール・ルス
- Wilhelm August Rieder
- Kilian Ponheimer
- Joseph Stöber
- ペーター・フェンディ
- Eustatie Altini
- Johann Baptist Lampi II
- フリードリヒ・フォン・アマーリング
- Johann Michael Sattler